# Arevik (Armavir)
Arevik (in armeno Արևիկ?, in passato Aghja-Arkh) è un comune dell'Armenia di 2 748 abitanti (2008) della provincia di Armavir.